# Gunnar Sjöström (publicist)
Gunnar Sjöström, född 8 september 1901, död 25 november 1977 var en svensk publicist.
Han var verksam i olika yrken i USA innan han återvände till Sverige och 1934 blev organisationschef för European Press Service med ansvar för Tyskland och Baltikum. Han var engagerad i Föreningen Norden och tog initiativet till det biografiska uppslagsverket Vem är vem i Norden som utkom 1941.